# Census Area

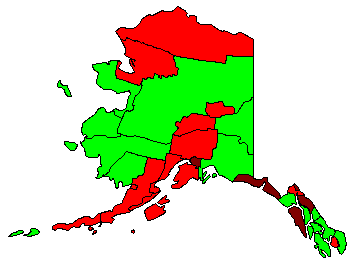
Census Areas (grün)

Eine Census Area ist in der Terminologie der US-Verwaltung ein geografisches Gebiet, das zur Erhebung statistischer Daten oder zur Volkszählung (Census) definiert wird. Das United States Census Bureau hat einige Teile von Alaska in Census Areas eingeteilt. Diese Census Areas haben keine politische Funktion und stellen auch keine Verwaltungseinheiten dar. Alaska hat daneben auch keine Countys als Verwaltungseinheit, wie sonst in den Vereinigten Staaten üblich, sondern Boroughs, die aber nicht die gesamte Fläche von Alaska abdecken. 
Zum selben Zweck werden in den anderen Bundesstaaten im kleineren Maßstab Census-designated places ausgewiesen.